# Acanthodica coelebs
Acanthodica coelebs là một loài bướm đêm thuộc họ Noctuidae. Nó được tìm thấy ở Colombia.